# スイスグローバルエアラインズ
スイスグローバルエアラインズ（2015年2月まではスイスヨーロピアンエアラインズ）とは、かつて存在した、スイスを拠点とするスイス インターナショナル エアラインズの子会社の航空会社である。2018年4月19日をもって親会社のスイス インターナショナル エアラインズ本体に吸収合併された。

## 概要
2005年11月にスイス インターナショナル エアラインズ100%子会社として設立。ヨーロッパを中心とする、スイスからの短距離国際路線を主に運航していた。2015年2月3日、スイスインターナショナルエアラインズはブランド名をスイスヨーロピアンエアラインズからスイスグローバルエアラインズ (Swiss Global Air Lines) へ改めると発表し、ボーイング777-300ER6機（発注済み）がスイスグローバルエアラインズの機材に加わることも確認された。2016年から順次納入され、大陸間路線に就航予定とされた。